# Magic Affair
Magic Affair var en tysk eurodancegrupp från Frankfurt am Main. Gruppen bildades 1993 och upplöstes 1997. Gruppen bestod sångaren Franca Morgano och rapparen Burnell Keith Herring. Bland deras största hits märks Omen III, Give Me All Your Love, Carry On, In The Middle Of The Night och Night Of The Raven.